# 오사카부 제15구
오사카부 제15구(大阪府 第15区)는 일본의 중의원 선거구이다. 1994년 공직선거법으로 신설되었다.

## 지역
- 사카이시
  - 미하라구
- 돈다바야시시
- 가와치나가노시
- 마쓰바라시
- 오사카사야마시